# Nahum Tate
Nahum Tate (1652 – 30 de julio de 1715) fue un poeta irlandés, escritor de himnos y dramas, quien se convirtió en poeta laureado del Reino Unido en 1692.

## Biografía
Llamado en realidad Nahum Teate, nació en Dublín de una familia de clérigos puritanos. Era el hijo de Faithful Teate, clérigo irlandés que había sido párroco de Castleterra, Ballyhaise, hasta que su casa fue quemada y su familia atacada durante la rebelión irlandesa de 1641 .  Después de vivir en las viviendas del párroco del Trinity College de Dublín, Faithful Teate se mudó a Inglaterra, como coadjutor (incumbent) en Greenwich hacia 1650, y "predicador del evangelio" en Sudbury de 1654 a 1658, antes de regresar a Dublín alrededor de 1660. Publicó un poema en esa época del Trinity College titulado Ter Tria, así como algunos sermones, dos de los cuales dedicó a Oliver y Henry Cromwell. 
Nahum Teate siguió a su padre en el Trinity College en 1668, y se graduó en 1672. Alrededor de 1676 se había mudado a Londres y escribía para vivir. El año siguiente había adoptado la ortografía Tate, que permanecería hasta su muerte, en el año 1715, en Southwark, Londres .  Fue enterrado en St George Southwark el 1 de agosto de 1715.

## Obras

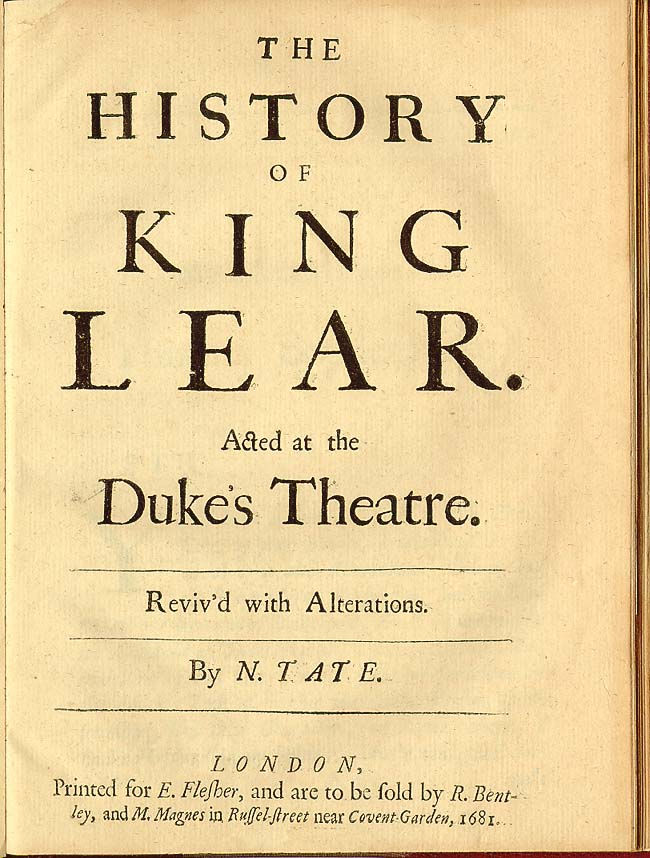
Portada de la versión de Tate de El rey Lear

Tate publicó un volumen de poemas en Londres en 1677, y regularmente escribió para el teatro. Dedicó Brutus de Alba, o The Enchanted Lovers (1678), una tragedia sobre Dido y Eneas, a Charles Sackville, 6º conde de Dorset ; que fue adaptada al libretto por la ópera Dido y Eneas de Henry Purcell (hacia 1688 o antes). The Loyal General, con prólogo de Dryden, fue representada en el Teatro Jardín de Dorset en 1680.
En esa época, Tate empezó a hacer adaptaciones de dramas elisabelinos. Su versión de Richard II de William Shakespeare alteró los nombres de los personajes y cambió el texto de modo que cada escena, para utilizar sus propias palabras, estaba "llena de respeto a la Majestad y la dignidad de las cortes"; sin embargo, a pesar de estas precauciones The Sicilian Usurper (1681), como se llamaba su versión, fue suprimida en la tercera actuación debido a una posible interpretación política. En 1681, Thomas Betterton representó la versión de Tate  El Rey Lear, que omitía completamente el personaje de Tonto y acababa de manera feliz con el matrimonio entre Cordelia y Edgar.  Aunque Joseph Addison protestó contra esta mutilación de Shakespeare, Samuel Johnson defendió la justicia poética de la adaptación de Tate. Coriolano se convirtió en The Ingratitude of a Commonwealth, representada en el Teatro Real en 1682. La farsa de Tate Duke and no Duke (impresa por primera vez en 1685, pero representada en el Teatro Real) imitaba a Trappolin suppos'd a Prince de Aston Cockayne. Tate continuó esta serie hasta el año 1707.